# Бейли, Флоренция
Флоренция Августа Мерриам Бейли (англ. Florence Augusta Merriam Bailey; 8 августа 1863[…], Locust Grove, Нью-Йорк — 22 сентября 1948[…], Торремолинос, Андалусия) — американская естествоиспытательница, орнитолог, писательница и популяризатор науки. Положила начало Национальному Одюбоновскому обществу, написала первый в своём роде справочник о жизни птиц в естественной среде обитания «Birds Through an Opera-Glass».

## Биография
Флоренция родилась 8 августа 1863 года. У нее было два брата и сестра, младшим из братьев был Клинтон Харт Мерриам. На изучение естественных наук и астрономии Флоренцию и ее брата Харта вдохновили родители и их тетя, Хелен Баг. Благодаря этому они с братом с раннего возраста увлеклись орнитологией. Ее отец, который интересовался научными вопросами, вел переписку с натуралистом Джоном Мьюром, а также Эрнест Сетон-Томпсон был другом семьи Мерриам.
Здоровье Флоренции с раннего детства было слабым. Но несмотря на частые болезни, она посещала частную школу и готовилась к поступлению в колледж. В 1882 она поступила в Колледж Смит но как «особая студентка», и по окончании получила сертификат об образовании, но не степень. Ученую степень была дана ей намного позже, в 1921 году. Бейли также шесть посещала курсы Стэнфордского университета зимой 1893—1894.

## Защита птиц
Когда Флоренция была молодой, в моде было украшать шляпки перьями. В 1885 Бейли написала статьи в несколько газет, в которых осуждала это явление. На следующий год, вместе со своим единомышленником Джорджем Гриннелем и однокурсницей Фанни Харди Эксторм, она организовала сообщество SCAS (Smith College Audubon Society), которое положило начало Национальному Одюбоновскому обществу. SCAS пригласили натуралиста Джона Берроуза присоединиться к ним, и в 1886 году они провели первую из серии натуралистических прогулок.
Когда Бейли переехала в Вашингтон, она помогла организовать Колумбийское Одюбоновское общество, а начиная с 1897 года стала преподавать там орнитологию. В то же время она стала активно помогать Комитету по защите птиц и союзу американских орнитологов.
Бейли вела просветительскую деятельность, рассказывая о ценности птиц и необходимости защищать их от истребления. Она также продолжала вести работу по их защите. В результате ее деятельности, в 1900 году был ужесточен закон о браконьерстве. Это был первый шаг к прекращению истребления животных, особенно среди морских птиц, таких как пеликаны. В конце концов, увеличение запретов, смена моды и повышение уровня образованности привели к прекращению ловли и убийства птиц ради шляп и одежды.

## Орнитология

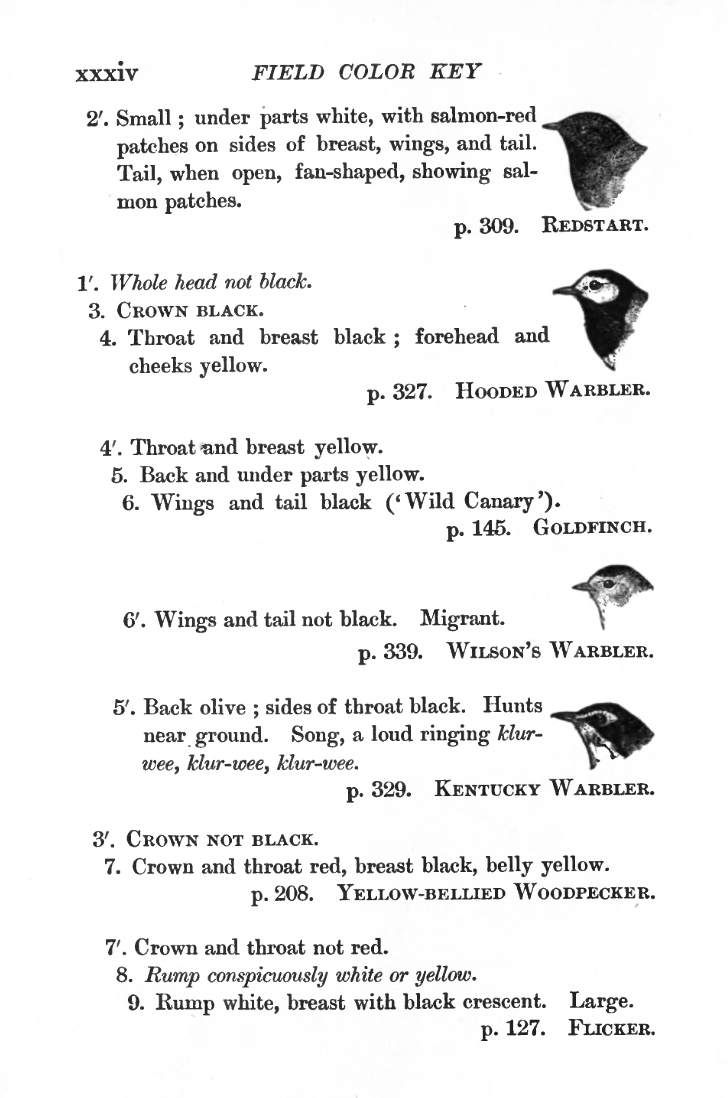
Страница из книги Бейли Birds of Village and Field

Когда Флоренция только начала интересоваться орнитологией, большинство исследований птиц было основано на изучении так называемых коллекций (они состояли из научных образцов: чучел, частей скелета и т. д.). Однако Бейли была больше заинтересована в изучении жизни птиц и их поведения в естественной среде. В 26 лет она опубликовала первый в своём роде иллюстрированный справочник Birds Through an Opera-Glass, составив его из своих заметок, написанных для журнала, выпускаемого Адюбоновским обществом Audubon Magazine. В этой книге описывалось 70 распространённых видов птиц.
В 1889 году Флоренция совершила первое путешествие по западным штатам США. Одной из целей поездки было восстановить здоровье. Хотя ей никогда так и не было поставлено диагноза, скорее всего она страдала от туберкулеза. После этой поездки она несколько раз возвращалась на запад страны, чтобы изучать птиц и природу. В одном из таких путешествий её спутницей была Харриет Манн-Миллер (также известная как Олив Торн Миллер). По результатам этих поездок былт написаны книги My Summer in a Mormon Village и A-Birding on a Bronco. По возвращении с запада домой, Бейли организовала в Вашингтоне отделение Женского национального научного клуба. После этого она написала свой второй иллюстрированный справочник Birds of Village and Field (в него вошло 150 видов птиц), опубликованный в 1898 году. Как и Birds Through an Opera-Glass, этот справочник был ориентирован на широкую публику.
В последующие годы Бейли путешествовала по США, продолжая изучать птиц в дикой природе. Она опубликовала несколько ярких работ, в которых литературный язык сочетался с наукой.
Бейли стала первой женщиной, принятой в Американский орнитологический союз (1885 год), а также первой женщиной, получившей Медаль Брюстера (1931 год).

## Избранные работы
- Merriam, Florence A. Birds Through an Opera-Glass (англ.). — Boston, MA: Houghton Mifflin[англ.], 1890. — doi:10.5962/bhl.title.60311.
- Merriam, Florence A. My Summer in a Mormon Village (англ.). — Boston, MA: Houghton Mifflin[англ.], 1894.
- Merriam, Florence A. A-Birding on a Bronco (англ.). — Boston, MA: Houghton Mifflin[англ.], 1896. — doi:10.5962/bhl.title.12539.
- Merriam, Florence A. How Birds Affect the Farm and Garden (англ.). — New York, NY: Forest and Stream Publishing, 1896. — doi:10.5962/bhl.title.36220.
- Merriam, Florence A. Birds of Village and Field: A Bird Book for Beginners (англ.). — Boston, MA: Houghton Mifflin[англ.], 1898. — doi:10.5962/bhl.title.30028.
- Bailey, Florence Merriam. Handbook of Birds of the Western United States, Including the Great Plains, Great Basin, Pacific Slope, and Lower Rio Grande Valley (англ.). — Boston, MA: Houghton Mifflin[англ.], 1902. — doi:10.5962/bhl.title.7872.
- Bailey, Vernon; Bailey, Florence Merriam. Wild Animals of Glacier National Park (англ.). — Washington, DC: Government Printing Office, 1918. — doi:10.5962/bhl.title.13645..
- Bailey, Florence Merriam. Birds of New Mexico (англ.). — Santa Fe, NM: New Mexico Dept. of Game and Fish[англ.] in cooperation with the State Game Protective Association and the Bureau of Biological Survey, 1928.
- Bailey, Florence Merriam. Among the Birds in the Grand Canyon Country (англ.). — Washington, DC: Government Printing Office, 1939.